# Hot Wheels Unleashed 2: Turbocharged
Hot Wheels Unleashed 2: Turbocharged es un videojuego de carreras desarrollado y publicado por Milestone. Es una secuela de Hot Wheels Unleashed (2021), el juego se lanzó el 19 de octubre de 2023 para Nintendo Switch, PlayStation 4, PlayStation 5, Windows, Xbox One y Xbox Series X y Series S.

## Jugabilidad
Al igual que su predecesor, Turbocharged es un videojuego de carreras. En el juego, el jugador asume el control de los vehículos de la franquicia Hot Wheels y compite contra otros oponentes en pistas en miniatura ubicadas en varios lugares cotidianos. Las pistas Turbocharged están ambientadas en cinco entornos diferentes basados en una sala de juegos, un patio trasero familiar, un campo de minigolf, un museo y un restaurante en una gasolinera. Los jugadores también pueden acceder a la "Sala de pistas", que les permite crear libremente sus propias pistas de carreras y compartirlas en línea. 
Las pistas al aire libre introducen nuevos tipos de terreno, como hierba y tierra, y algunas pistas introducen módulos, lo que permite a los jugadores realizar hazañas imposibles, como desafiar la gravedad y correr en el techo. Los vehículos en el juego ahora pueden hacer doble salto, lo que permite a los jugadores saltar sobre otros oponentes o alcanzar un área, y un "derrape lateral", lo que permite a los jugadores sacar a sus oponentes de la pista.
Turbocharged presenta dos nuevos tipos de vehículos: motocicletas y vehículos todo terreno. En el lanzamiento, el juego contará con 130 vehículos distintos. Los vehículos también se clasifican en cinco categorías diferentes: Rocket, Balanced, Swift, Drifter, Off-Road y Heavy Duty. Cada categoría tiene sus propias ventajas y desventajas.  A diferencia del primer juego, los jugadores desbloquean vehículos comprándolos directamente en la tienda del juego, que se asemeja al pasillo de una tienda de juguetes. La lista de autos disponibles para comprar en un momento dado se aleatoriza cada pocas horas. La apariencia de cada vehículo se puede personalizar en gran medida con el editor de diseños del juego. A medida que los jugadores progresen en el juego, ganarán puntos de habilidad, lo que les permitirá mejorar sus vehículos para aumentar su rendimiento en una carrera. Además de la carrera estándar y las contrarreloj del original, Turbocharged agrega más modos de juego, como eventos de eliminación, desafíos de derrape y varios eventos en línea.  El juego también presenta un modo historia con escenas animadas, juego cruzado (con la excepción de Switch) y multijugador en pantalla dividida para dos jugadores.

## Desarrollo
El estudio italiano Milestone regresó como desarrollador del juego. El juego se anunció oficialmente el 31 de mayo de 2023.  El juego se lanzará el 19 de octubre de 2023 para Nintendo Switch, PlayStation 4, PlayStation 5, Windows, Xbox One y Xbox Series X y Series S.  El primer paquete de contenido descargable, con el Dodge Charger SRT Hellcat Widebody de la franquicia Rapidos y Furiosos, también estará disponible en el lanzamiento.